# Zhang Zuolin
Zhang Zuolin (ur. 19 marca 1875, zm. 4 czerwca 1928) – chiński militarysta, współpracownik japońskich służb specjalnych, w latach 1927–1928 przewodniczący rządu w Pekinie.
W czasie wojny rosyjsko-japońskiej (1904-1905) dowodził oddziałem walczącym po stronie Japonii. Po zakończeniu wojny dzięki japońskiej protekcji jego oddział został w 1906 r. włączony w skład armii cesarskiej, zaś Zhang otrzymał stopień oficerski.
W 1916 został mianowany przez nowy rząd republikański gubernatorem w prowincji Fengtian, a dwa lata później generalnym inspektorem cywilnym i wojskowym trzech prowincji mandżurskich, zyskując w tym regionie faktyczną władzę.
W latach 20. XX wieku brał udział w wojnie domowej, walcząc z innymi militarystami; w składzie jego wojska działała m.in. grupa wojsk rosyjskich. W latach 1924–1925 i 1926-1928 kontrolował Pekin i znajdujący się w nim rząd, a od 18 czerwca 1927 sam stał na jego czele. Z jego rozkazu w 1927 stracono w Pekinie dwudziestu komunistów, m.in. Li Dazhao.
W 1928 roku próbował zerwać kontakty z Japończykami i nawiązać współpracę z rządem Kuomintangu w Nankinie oraz Amerykanami. 4 czerwca 1928 zginął w przygotowanej przez japoński wywiad katastrofie kolejowej.
Jego synem był Zhang Xueliang.